# Ecthymia lemonia
Ecthymia lemonia là một loài bướm đêm trong họ Noctuidae.